# Обикновено усойниче
Обикновено усойниче (Echium vulgare) е тревисто растение от семейство Грапаволистни. Медоносно растение.

## Разпространение
Видът е разпространен в Европа, западна и централна Азия. Интродуциран е и в Северна Америка. Среща се в сухи, тревисти, запустели и необработени места в равнините и планините при надморска височина до 2000 m.

## Описание
Обикновеното усойниче е двегодишно тревисто растение. Притежава изправено, покрито с разперени твърди власинки неразклонена стъбло, достигащо на височина 30 – 90 cm. Листата му са ланцетни. Приосновните листа са по-едри, покрити с власинки, стесняващи се постепенно в крилата дръжка. Стъблените листа са по-дребни, покрити с власинки и приседнали. Цветовете му са събрани в класовидно съцвение, достигащо на височина 20 cm. Венчето е с тръбичка. Първоначално цветовете са розово-червени, а по-късно стават сини. Цъфти от май до септември.

## Народна медицина
Обикновеното усойниче е широко употребявано като билка в народната медицина. Има успокояващ ефект върху нервната система, облекчава спазмите, има отхрачващо действие при кашлица, кръвоспиращо действие и детоксикиращ ефект. Екстракт от билката се взема при епилепсия и при ухапване от отровни змии.

## Галерия
- Обикновено усойниче от Природен парк Българка